# Parco Naturale Monte Corno
Parco Naturale Monte Corno este o arie protejată (arie specială de conservare — SAC, sit de importanță comunitară — SCI, arie de protecție specială avifaunistică — SPA) din Italia întinsă pe o suprafață de 6.848 ha, integral pe uscat.

## Localizare
Centrul sitului Parco Naturale Monte Corno este situat la coordonatele 46°17′18″N 11°18′25″E / 46.2883°N 11.3069°E.

## Înființare
Situl Parco Naturale Monte Corno a fost declarat sit de importanță comunitară în septembrie 1995 pentru a proteja 1 specie de plante și 29 de specii de animale. Alte tipuri de protecție:
- arie de protecție specială avifaunistică (în august 2000)[3]
- arie specială de conservare (în noiembrie 2016)[2][4][5]

## Biodiversitate
Situată în ecoregiunea alpină, aria protejată conține 23 de habitate naturale: Pante stâncoase silicioase cu vegetație casmofită, Pajiști cu Molinia pe soluri calcaroase, turboase sau argilos-nămoloase (Molinion caeruleae), Râuri de munte și vegetația lor lemnoasă cu Salix elaeagnos, Grohotișuri termofile și vest-mediteraneene, Liziere de ierburi înalte hidrofile de câmpie și de nivel montan până la alpin, Păduri acidofile de Picea de la nivel montan la nivel alpin (Vaccinio-Piceetea), Grohotișuri calcaroase și de șisturi calcaroase de la nivelul montan până la nivelul alpin (Thlaspietea rotundifolii), Formațiuni ierboase bogate în specii de Nardus, dezvoltate pe substraturi silicioase în zone montane (și în zone submontane, în Europa continentală), Păduri de fag Luzulo-Fagetum, Păduri de Castanea sativa, Mlaștini turboase de tranziție și turbării mișcătoare, Pante stâncoase calcaroase cu vegetație casmofită, Păduri aluvionare cu Alnus glutinosa și Fraxinus excelsior (Alno-Padion, Alnion incanae, Salicion albae), Fânețe montane, Grohotișuri silicioase de la nivelul montan până la nivelul zăpezii (Androsacetalia alpinae și Galeopsietalia ladani), Păduri de fag Asperulo-Fagetum, Tufărișuri cu Pinus mugo și Rhododendron hirsutum (Mugo-Rhododendretum hirsuti), Turbării active, Păduri pe pante, grohotișuri și ravene de Tilio-Acerion, Mlaștini alcaline, Fânețe de joasă altitudine (Alopecurus pratensis, Sanguisorba officinalis), Mlaștini împădurite, Păduri de fag din Europa Centrală dezvoltate pe sol calcaros cu Cephalanthero-Fagion.
La baza desemnării sitului se află mai multe specii protejate:
- plante (1): papucul doamnei (Cypripedium calceolus)
- păsări (23): sfrâncioc roșiatic (Lanius collurio), turturică (Streptopelia turtur), potârnichea de stâncă (Alectoris graeca saxatilis), gaia neagră (Milvus migrans), caprimulg (Caprimulgus europaeus), becațină comună (Gallinago gallinago), ciocănitoare neagră (Dryocopus martius), ciocănitoare verzuie (Picus canus), sitar de pădure (Scolopax rusticola), porumbel gulerat (Columba palumbus), acvilă de munte (Aquila chrysaetos), sturz-cântător (Turdus philomelos), sturzul de vâsc (Turdus viscivorus), sturz (Turdus pilaris), ciocârlie de pădure (Lullula arborea), minunița (Aegolius funereus), ciuvică (Glaucidium passerinum), cristeiul de câmp (Crex crex), cocoșul de mesteacăn (Bonasa bonasia), ciocănitoare de munte (Picoides tridactylus), presură de grădină (Emberiza hortulana), viespar (Pernis apivorus), șoim călător (Falco peregrinus)
- amfibieni (1): izvoraș-cu-burta-galbenă (Bombina variegata)
- mamifere (2): liliac comun (Myotis myotis), liliac cârn (Barbastella barbastellus)
- nevertebrate (3): Vertigo geyeri, Vertigo angustior, Euplagia quadripunctaria

Pe lângă speciile protejate, pe teritoriul sitului au mai fost identificate 76 de specii de plante, 21 de specii de păsări, 2 specii de amfibieni, 13 specii de mamifere, 2 specii de nevertebrate, 6 specii de reptile.